# Hans-Georg Balder

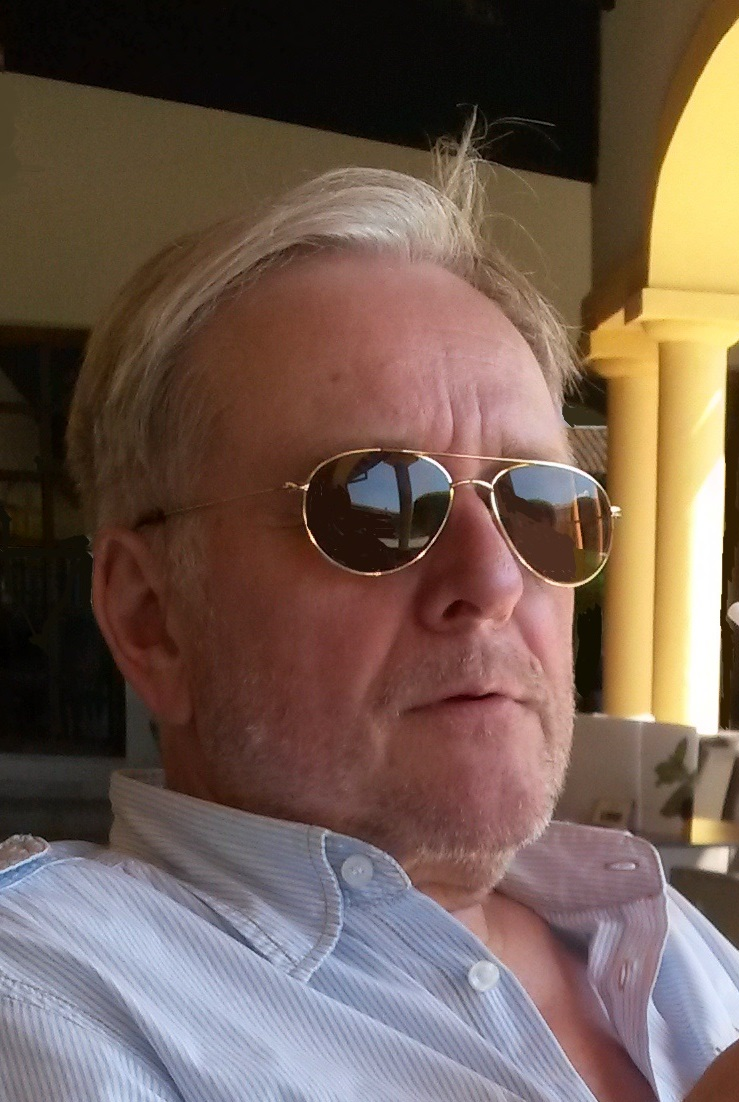
Hans-Georg Balder (2016)

Hans-Georg Balder (* 15. Februar 1953) ist ein deutscher Jurist, Autor und Studentenhistoriker.

## Leben
Balder leistete nach dem Abitur von 1972 bis 1974 in Siegen/Westf. seinen Wehrdienst bei der Luftwaffe und wurde Reserveoffizier. Er studierte Rechtswissenschaften in Bochum und Bonn und wurde Mitglied der pflichtschlagenden Bonner Burschenschaft Frankonia. Nach dem Studium wurde er Notar und Rechtsanwalt in Aurich.
Er publizierte mehrere Bücher zur Studentengeschichte.

## Schriften (Auswahl)
- Die deutschen Burschenschaften. Ihre Darstellung in Einzelchroniken. WJK-Verlag, Hilden 2005, ISBN 3-933892-97-X.
- Frankonia-Bonn (1845–1995). Die Geschichte einer deutschen Burschenschaft. WJK-Verlag, Hilden 2006, ISBN 3-933892-26-0.
- Geschichte der Deutschen Burschenschaft. WJK-Verlag, Hilden 2006, ISBN 3-933892-25-2.
- mit Rüdiger B. Richter: Korporierte im amerikanischen Bürgerkrieg. WJK-Verlag, Hilden 2007, ISBN 3-933892-27-9.
- Die deutsche Burschenschaft in ihrer Zeit. WJK-Verlag, Hilden 2009, ISBN 978-3-940891-20-4.
- Korporationsleben in Königsberg. Studenten an der Albertina 1544 bis 1945. WJK-Verlag, Hilden 2010, ISBN 978-3-940891-33-4.
- Deutschlands Teilung und die Deutschen – Eine kritische Darstellung aus burschenschaftlicher Sicht (Hrsg.), WJK-Verlag, Hilden 2001 ISBN 3-933892-35-X
- Die neue alte Burschenschaft – Neugründung der Deutschen Burschenschaft 1945–1951, in: Darstellungen und Quellen zur Geschichte der deutschen Einheitsbewegung im neunzehnten und zwanzigsten Jahrhundert, XXI. Band, Universitätsverlag Winter, Heidelberg 2015, ISBN 978-3-8253-6471-7